# Комиссаров, Алексей Геннадиевич
Алексе́й Генна́диевич Комисса́ров (род. 20 октября 1969, Москва) — российский государственный деятель, предприниматель, ректор РАНХиГС  (Президентской академии), экс-министр Правительства Москвы. Кандидат экономических наук.
За поддержку вторжения России на Украину находится в санкционных списках Евросоюза и других стран

## Биография
Родился 20 октября 1969 года в Москве в семье профессора, доктора химических наук, специалиста в области фотохимии и биофизики Геннадия Германовича Комиссарова (1937—2016). 
В 1986 году окончил школу № 875 в Москве. С 1986 по 1994 год обучался в Московском автомобильно-дорожном институте по специальности «Инженер по техническому обслуживанию и ремонту автомобилей». С 1988 по 1990 год служил в Советской Армии. 
В 1993 году основал компанию «Авторемонтные системы», специализирующуюся на компьютерном подборе автомобильной краски. 
В 2003 году получил степень МВА Kingston University (Великобритания). Является Почётным доктором Kingston University.
В 2008 году победил в проекте «Кадровый резерв — Профессиональная команда страны», и был включён в резерв управленческих кадров проекта от Москвы.
В 2009 году преподавал курс предпринимательства на совместной программе МВА Kingston University и Академии народного хозяйства при Правительстве РФ.
В 2009—2010 годах проходил обучение в Лондоне в Институте директоров (IOD) по программе Chartered Director.
В 2010 году участвовал в организации постройки Тверского лакокрасочного завода.
В мае 2010 года основал (вместе с Владимиром Мау) и возглавил бизнес-инкубатор Академии народного хозяйства InCube, который в 2010 году возглавил список пяти сильнейших бизнес-инкубаторов по версии Forbes. Состоит в Ассоциации независимых директоров (АНД) и Национальном содружестве бизнес-ангелов (СБАР). Был активным «бизнес-ангелом», инвестировал минимум в десять стартапов.
25 ноября 2010 года победитель российского этапа международного конкурса «Предприниматель года 2010», проводимого компанией «Эрнст энд Янг», в номинации «Промышленное производство» за строительство и запуск Тверского лакокрасочного завода.
7 февраля 2011 года назначен на должность руководителя Департамента поддержки и развития малого и среднего предпринимательства города Москвы.
В июне 2011 года Департамент поддержки и развития малого и среднего предпринимательства объединён с Департаментом науки и промышленной политики. Алексей Комиссаров, назначен руководителем объединённого Департамента науки, промышленной политики и предпринимательства города Москвы.
В 2011 году защитил кандидатскую диссертацию на тему «Развитие предпринимательства в условиях инновационной экономики» в Российской президентской академии народного хозяйства и государственной службы (РАНХиГС). В 2013 году в диссертационной работе были обнаружены заимствования, не оформленные должным образом, вследствие чего Комиссаров отказался от учёной степени. 2 декабря Комиссаров написал заявление в Высшую аттестационную комиссию (ВАК) с просьбой разрешить ему повторное написание кандидатской диссертации с публичной защитой. Представители общественности встретили это решение с одобрением.
В 2012 году принял участие в разработке проекта закона «О научно-технической и инновационной деятельности в городе Москве». 6 июня Московская городская дума приняла этот закон, который устанавливает формы государственной поддержки субъектов научно-технической и инновационной деятельности, способствует созданию системы технопарков и технополисов.
17 сентября 2013 года назначен Министром Правительства Москвы.
В 2013 году получил степень Почётного доктора Kingston University (Великобритания) за выдающийся вклад в развитие предпринимательского движения.
В сентябре 2014 года стал советником мэра Москвы Сергея Собянина (покинул пост руководителя Департамента науки, промышленной политики и предпринимательства города Москвы)
В март 2015 года — назначен руководителем кафедры предпринимательского лидерства им. Дмитрия Зимина Московской школы управления «Сколково».
18 марта 2015 года — директор Фонда развития промышленности. Фонд создан путём реорганизации Российского фонда технологического развития. Алексей Комиссаров выбран на должность директора по конкурсу, из 189 кандидатов, при первоначальном количестве заявок на конкурс — 800.
6 апреля 2017 года — назначен проректором РАНХиГС (Президентской академии) и директором Высшей школы государственного управления (ВШГУ) при РАНХиГС.
С 26 июня 2018 года по декабря 2024 года являлся генеральным директором АНО «Россия — страна возможностей». С декабря 2024 года — председатель правления организации.
23 января 2023 года назначен и.о. ректора Президентской академии вместо уволенного Владимира Мау. 13 июля 2023 года утверждён в должности ректора. В том же году защитил в МГУ кандидатскую диссертацию "Управление системой конкурсного отбора руководящих кадров в Российской Федерации".
В 2024 году являлся доверенным лицом кандидата в президенты России Владимира Путина.

## Награды
- Орден «За заслуги перед Отечеством» IV степени (28 декабря 2020 года) — за заслуги в научно-педагогической деятельности, подготовке квалифицированных специалистов и многолетнюю добросовестную работу[46].
- Орден Александра Невского (5 мая 2025 года) — за заслуги в разработке государственной социально-экономической политики и многолетнюю плодотворную научную деятельность[47][48].
- Медаль ордена «За заслуги перед Отечеством» I степени (11 октября 2018 года) — за заслуги в области образования, подготовке квалифицированных специалистов и многолетнюю добросовестную работу[49][50].
- Благодарность Мэра Москвы
- Благодарность Министерства промышленности и торговли РФ
- Благодарность Председателя Совета Федерации Федерального Собрания Российской Федерации (2021)[51].

## Общественная, экспертная деятельность
Алексей Комиссаров активно участвует в работе Советов директоров крупных компаний, общественных объединений и экспертных групп при государственных органах.
- Экспертный совет при Правительстве Российской Федерации (с 2021 года)[53]
- Наблюдательный совет Агентства стратегических инициатив (АСИ) (с 2020 года)[54].
- Совет директоров «Яндекс», независимый директор (2019—2023)[55][56].
- Совет директоров ПАО «Сибур Холдинг», независимый директор (с 2018 года)[57].
- Общероссийское общественное движение Народный фронт «За Россию» (ОНФ), сопредседатель Центрального штаба (с 2018 года)[58].

Член Совет директоров ОАО «Российские железные дороги».
В 2019 году создал фонд поддержки талантливой молодежи и молодых учёных «Синтез» имени профессора Геннадия Комиссарова. На 2021 год поддержку получили 87 молодых учёных со всей России, участие в конкурсах приняло более 6,5 тысяч человек.

## Санкции
19 октября 2022 года, Алексея Комиссарова внесли в санкционный список Украины «за поддержку действий, которые подрывают или угрожают территориальной целостности, суверенитету и независимости Украины».
25 февраля 2023 года, на фоне вторжения России на Украину, внесён в санкционный список всех стран Евросоюза:

Под его контролем и руководством Народный фронт оказывает поддержку войне России против Украины, в том числе посредством социальной кампании «Всё для победы!», включая сбор пожертвований для поддержки военных подразделений так называемых «Донецкой Народной Республики» и «Луганской Народной Республики».— «Официальный журнал Европейского союза», Брюссель, 25 февраля 2023 года
19 мая 2023 года попал под санкции Великобритании за «членство в совете директоров РЖД». 22 августа 2023 года включён в санкционный список Канады против соучастников полномасштабного вторжения России на Украину. По аналогичным основаниям находится под санкциями Швейцарии.

## Семья
Женат, три дочери.

## Увлечения
Кандидат в мастера спорта по шоссейно-кольцевым мотогонкам. Команда Powersports (Александр Кузнецов и Алексей Комиссаров) заняла первое место на Кубке России «Эндуранс» в 2008 году.
Увлекается ультрамарафонами, триатлоном, горными лыжами и дайвингом.
В марте 2015 года принял участие в одном из 20 самых экстремальных забегов мира — Байкальском ледовом марафоне (42 км по льду Байкала с одного берега на другой); занял второе место в своей возрастной категории.
Дважды участвовал в 90-километровом ультрамарафоне Comrades в ЮАР (2017 и 2018 годы), 50-километровом трейле по Чукотке, трижды преодолел дистанцию IronMan (3,8 км плавание в открытой воде + 180 км гонки на велосипеде + 42-километровый беговой марафон) в США, ЮАР и Испании.
В декабре 2021 года пробежал ледовый марафон в Антарктиде (Antarctic Ice Marathon) и вошел в ТОП-10 среди мужчин.
В 2023 году начал проходить тренажёрную и летную подготовку и обучение на лицензию пилота — IFR (ППП — правила полётов по приборам) в S7 Airlines.